# Muffola (guanto)

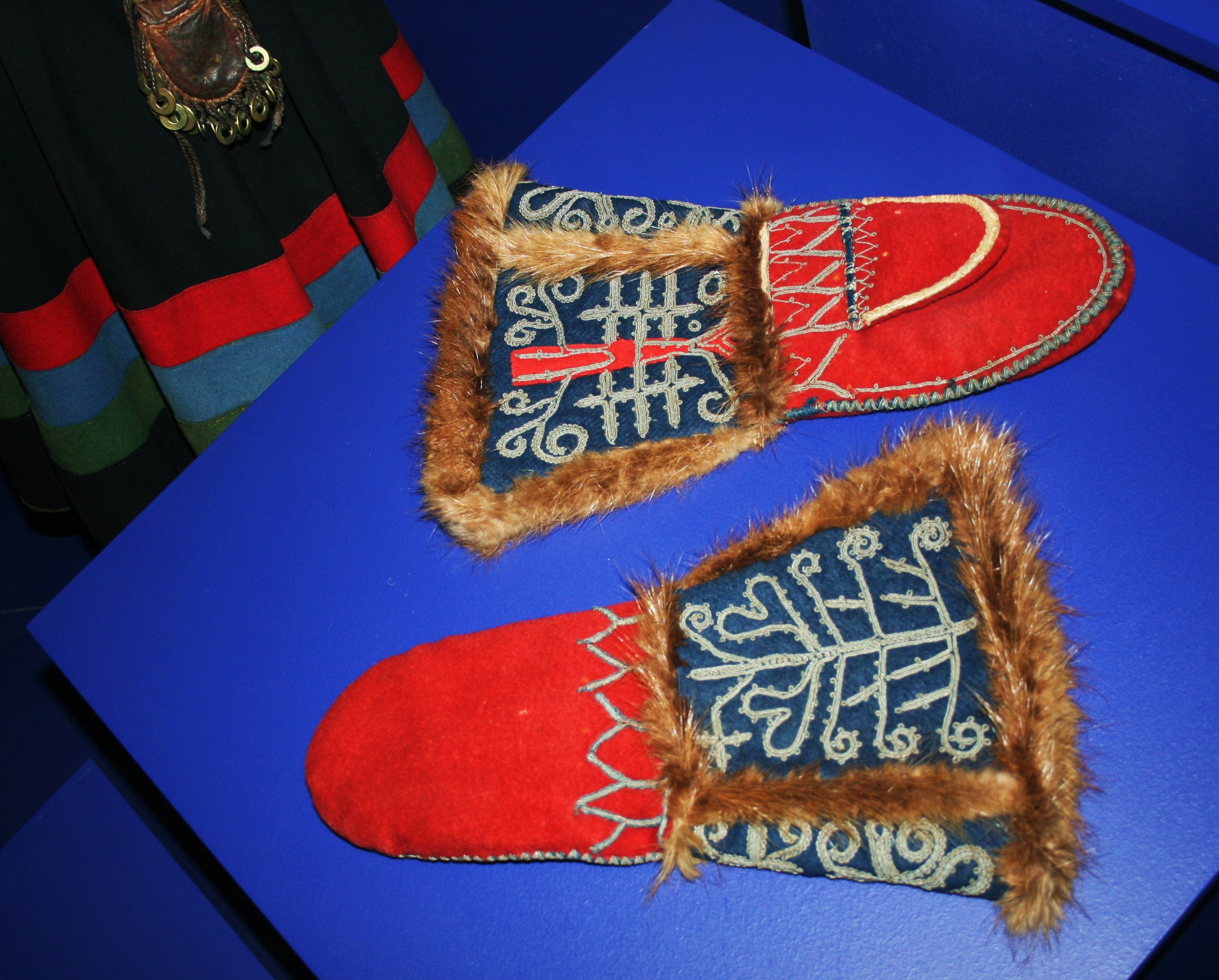
Muffole sami.

La muffola o manopola è un tipo di guanto che copre la mano ma non ha aperture o guaine separate per le dita. Generalmente, ma non sempre, le muffole separano il pollice dalle altre quattro dita, per permettere comunque di afferrare gli oggetti. Hanno colori e disegni diversi.
Le muffole forniscono un maggiore isolamento termico rispetto ai guanti tradizionali, poiché hanno una superficie esposta al freddo più piccola, ma hanno un compromesso in termini di ridotta destrezza.
Le muffole sono associate al freddo, all'abbigliamento per bambini, al comfort e a vari usi professionali. Nel mondo anglofono hanno anche un'associazione culturale con i gatti domestici, come nella filastrocca "Three Little Kittens".
Le muffole sono comuni sulle piste da sci, poiché non solo forniscono calore extra ma anche protezione extra dagli infortuni. Sono consigliate anche come parte dell'abbigliamento per climi freddi estremi. Le muffole da forno vengono indossate in cucina per proteggere le mani dagli oggetti caldi.